# Sopwith Snark
El Sopwith Snark fue un prototipo de avión de caza británico diseñado y construido hacia el final de la Primera Guerra Mundial para reemplazar al Sopwith Snipe de la RAF. Triplano monomotor, el Snark no voló hasta después del final de la guerra, y sólo se construyeron tres ejemplares.

## Diseño y desarrollo
En la primavera de 1918, aunque el Sopwith Snipe aún no había entrado en servicio con la Real Fuerza Aérea, el Ministerio del Aire británico elaboró una especificación (RAF Type I) para su reemplazo. La especificación pedía un caza capaz de operar a gran altitud y de estar propulsado por el motor ABC Dragonfly, que era un motor radial refrigerado por aire que se había pedido en grandes cantidades, basándose en promesas de alto rendimiento y facilidad de producción.
Sopwith produjo dos diseños para cubrir este requisito, un biplano, el Snapper, y un triplano, el Snark. Sopwith recibió pedidos de tres prototipos del Snapper y tres del Snark, así como pedidos por 300 ejemplares de una versión del Snipe con motor Dragonfly, el Sopwith Dragon. El Snark poseía un fuselaje monocasco de madera, como el del caza ligero Sopwith Snail, y alas de igual envergadura de un solo vano, con alerones en cada ala. Las alas tenían un espaciado y decalaje desiguales, con el espacio entre las alas media y superior menor que el de entre las alas inferior y media, para minimizar la altura del avión.
El Snark estaba equipado con lo que, en aquella época, era un armamento muy pesado para un caza monoplaza. Además de las dos ametralladoras Vickers sincronizados normales dentro del fuselaje, tenía cuatro ametralladoras Lewis montadas debajo de las alas inferiores, disparando fuera del disco de la hélice. Estas armas eran inaccesibles para el piloto, por lo que no podían recargarse ni desbloquearse en vuelo.
El primer prototipo se completó en octubre de 1918, pero los motores listos para volar no estuvieron disponibles hasta marzo de 1919, y el Snark no realizó su primer vuelo hasta julio de 1919. Si bien demostró un rendimiento razonable y buena maniobrabilidad (aunque no tan buena como la del anterior Sopwith Triplane), en ese momento ya se había descubierto que el motor Dragonfly sufría de serios problemas, siendo propenso a sobrecalentarse y a padecer vibraciones severas, por lo que los planes para la producción del Snark fueron abandonados. Los tres Snark continuaron utilizándose en la realización de pruebas hasta 1921.

## Operadores
Reino Unido
- Real Fuerza Aérea

## Especificaciones
Referencia datos: War Planes of the First World War: Fighters Volume Three 

### Características generales
- Tripulación: Uno (piloto)
- Longitud: 6,3 m (20,5 ft)
- Envergadura: 8,1 m (26,5 ft)
- Altura: 3,3 m (10,8 ft)
- Superficie alar: 29,9 m² (321,8 ft²)
- Peso cargado: 1036 kg (2283,3 lb)
- Planta motriz: 1× motor radial de 9 cilindros refrigerado por aire ABC Dragonfly IA.
  - Potencia: 270 kW (372 HP; 367 CV) [5][9]
- Hélices: Bipala de paso fijo

### Rendimiento
- Velocidad máxima operativa (Vno): 210 km/h (130 MPH; 113 kt) a 910 m (3000 pies)

### Armamento
- Ametralladoras: 

  - 2x Vickers de 7,7 mm frontal fija sincronizada
  - 4x Lewis de 7,7 mm frontal fija bajo el ala inferior

## Aeronaves relacionadas

### Aeronaves similares
- Armstrong Whitworth Ara
- Siddeley Siskin
- BAT Basilisk
- Nieuport Nighthawk
- Sopwith Dragon
- Sopwith Snapper